# قلعة ممبي (بهمئي غرمسيري الشمالي)
قلعة ممبي (بالفارسية: قلعه ممبی) هي قرية تقع في إيران في قسم بهمئي غرمسیري الشمالي الريفي. يقدر عدد سكانها بـ 668 نسمة بحسب إحصاء 2016.